# Hornera hybrida
Hornera hybrida är en mossdjursart som först beskrevs av d'Archiac 1847.  Hornera hybrida ingår i släktet Hornera och familjen Horneridae. Inga underarter finns listade i Catalogue of Life.